# Augustine Loof
Augustine Loof (Koewacht,1 januari 1996) is een Nederlands voetballer van Sierra Leoonse afkomst die doorgaans speelt als centrale verdediger.

## Carrière
Loof tekende in augustus 2013 zijn eerste profcontract bij PSV, waarmee hij zich voor drie seizoenen verbond aan de club. Daarvoor speelde hij bij JVOZ/Kortgene. Hij debuteerde voor Jong PSV op 3 oktober 2014 in de Eerste divisie tegen Roda JC Kerkrade. Hij begon in de basiself en mocht de volledige wedstrijd uitspelen. Jong PSV bleef op bezoek in Kerkrade op een 1-1 gelijkspel steken. Op 2 juni 2016 werd bekend dat Loof zijn carrière zou voortzetten bij FC Eindhoven. Medio 2019 ging Loof naar Balzan FC op Malta.

## Clubstatistieken
| Seizoen         | Club            | Competitie      | Competitie | Competitie | Beker | Beker | Internationaal | Internationaal | Totaal | Totaal |
| Seizoen         | Club            | Competitie      | Wed.       | Dlp.       | Wed.  | Dlp.  | Wed.           | Dlp.           | Wed.   | Dlp.   |
| --------------- | --------------- | --------------- | ---------- | ---------- | ----- | ----- | -------------- | -------------- | ------ | ------ |
| 2014/15         | Jong PSV        | Eerste divisie  | 20         | 2          | 0     | 0     | —              | —              | 20     | 2      |
| 2015/16         | Jong PSV        | Eerste divisie  | 28         | 0          | 0     | 0     | —              | —              | 28     | 0      |
| 2016/17         | FC Eindhoven    | Eerste divisie  | 12         | 0          | 0     | 0     | —              | —              | 12     | 0      |
| 2017/18         | FC Eindhoven    | Eerste divisie  | 22         | 0          | 1     | 0     | —              | —              | 23     | 0      |
| 2018/19         | FC Eindhoven    | Eerste divisie  | 33         | 0          | 1     | 0     | —              | —              | 34     | 0      |
| 2019/20         | Balzan FC       | Premier league  | 14         | 1          | 2     | 0     | 1              | 0              | 17     | 1      |
| Carrière totaal | Carrière totaal | Carrière totaal | 129        | 3          | 4     | 0     | 1              | 0              | 134    | 2      |

Bijgewerkt t/m 6 augustus 2020

## Trivia
Op 15 april 2016 maakte Loof tijdens een wedstrijd tussen Jong PSV en NAC Breda twee eigen doelpunten, een evenaring van het record in de Eerste divisie. In hetzelfde seizoen maakte Loof tegen Almere City op 11 december 2015 ook al een eigen doelpunt. Hierdoor kwam hij in het seizoen 2015/16 op een negatief doelsaldo van -3.